# Dejaría Todo
Dejaría Todo é uma canção do cantor porto-riquenho Chayanne. Foi lançada em 1998 no álbum Atado a Tu Amor. É considerada um clássico romântico latino-americano. Em seu ano de lançamento, obteve o primeiro lugar na Latin Songs da Billboard.
A canção também fez sucesso no Brasil através da versão Deixaria Tudo, do cantor Leonardo, lançada em 2000 em seu álbum Quero Colo.
Em 2021, ganhou uma nova versão no álbum Déjà Vú do grupo CNCO.